# Чаадаево (платформа)
Чаада́ево — остановочный пункт Горьковской железной дороги в Нижнем Новгороде рядом с ул. Чаадаева. Открыт в 1964 году. С 24 июня 2013 года используется как станция Сормовской-1 линии Нижегородской городской электрички.
|  |  |

|  |  |

|  |  |

|  |  |

|  |  |

|  |  |

|  |  |

|  |  |

|  |  |

|  |  |

|  |  |

|  |  |

|  |  |

|  |  |

|  |  |

|  |  |

|  |  |

|  |  |

|  |  |

|  |  |

|  |  |

|  |  |

## География
Расположен между остановочными пунктами Лесной городок и Кооперативная.
Расстояние до узловых станций (в километрах): Нижний Новгород-Сортировочный — 8, о. п. 58 км — 48.

## Описание
Для посадки пассажиров выделена одна боковая платформа, откуда пригородными электропоездами можно добраться вплоть до станций Нижний Новгород-Московский и Заволжье-пассажирская.
С платформы на одноимённой остановке городского пассажирского транспорта можно пересесть на следующие маршруты:
- Троллейбусы: 3, 15
- Маршрутное такси: Т-89

Также, далее по улице Чаадаева располагается соседняя остановка «Улица Чаадаева» с большим количеством проходящих автобусных маршрутов из Сормова.